# Frank Morelli
Frank „Butsey“ Morelli (Geburtsdatum und Tod sind unbekannt) war ein US-amerikanischer Mobster der Cosa Nostra und Begründer der Providence Crime Family, welche 1932 mit der Boston Crime Family vereint und als New England Crime Family bzw. später als Patriarca-Familie  bekannt wurde.

## Leben
Frank Morelli war Erzählungen zufolge ein Immigrant, der sich zunächst in Brooklyn (New York) ansiedelte und später mit seiner Familie nach Providence (Rhode Island) zog.
1917 gründete Morelli die Providence Crime Family und stieg in das Buchmacher- und Glücksspiel-Geschäft ein. Bis zur Zeit der Prohibition operierte er in Providence, Maine und Connecticut.
Berichten zufolge führten er und seine Brüder eine Reihe von äußerst waghalsigen Überfällen durch. Einige vermuteten auch, sie seien die Köpfe hinter den Räubern Sacco und Vanzetti gewesen.
1932 vereinte der mächtiger gewesene Filippo Buccola, Oberhaupt der Boston-Fraktion, seine Familie mit der Providence-Fraktion, wodurch die New England Crime Family entstand. Morelli wurde Buccolas Unterboss und ging 1947 in den Ruhestand.
Sein Todesdatum ist unbekannt.